# Thalictrum aquilegiifolium
Pigamon à feuilles d'ancolie
Espèce
Classification phylogénétique
Thalictrum aquilegiifolium, le Pigamon à feuilles d'ancolie, également appelée Colombine panachée ou Colombine plumeuse, est une espèce de plantes à fleurs du genre Thalictrum et de la famille des Renonculacées. C'est une plante herbacée vivace originaire d'Europe.

## Historique et dénomination
L'espèce Thalictrum aquilegiifolium a été décrite par le naturaliste suédois Carl von Linné en 1753.

### Synonymie
- Ruprechtia aquilegiifolia (L.) Opiz[1] ;
- Tripterium aquilegiifolium (L.) Bercht. & J.Presl[2] ;
- Thalictrum alatum Dulac[3], nom. illeg.

## Taxinomie
Liste des sous-espèces
- Thalictrum aquilegiifolium var. aquilegiifolium
- Thalictrum aquilegiifolium var. intermedium Nakai, T. 1937 [4]
- Thalictrum aquilegiifolium var. sibiricum Regel, E.A. von & Tiling, H.S.T. 1859[5]

## Description
Plante pouvant atteindre 1 mètre. Fleurs violacées, roses ou blanches possédant de très nombreuses étamines mais caractérisées par l’absence de pétales.

## Répartition et habitat
On la trouve en Europe, par exemple en Bosnie-Herzégovine. En France, on la trouve dans les Alpes et les Pyrénées.
Habitat : Bois et ravins de montagne.

## Statut
En France, Thalictrum aquilegiifolium est protégé en région Alsace (Article 1).

## Galerie

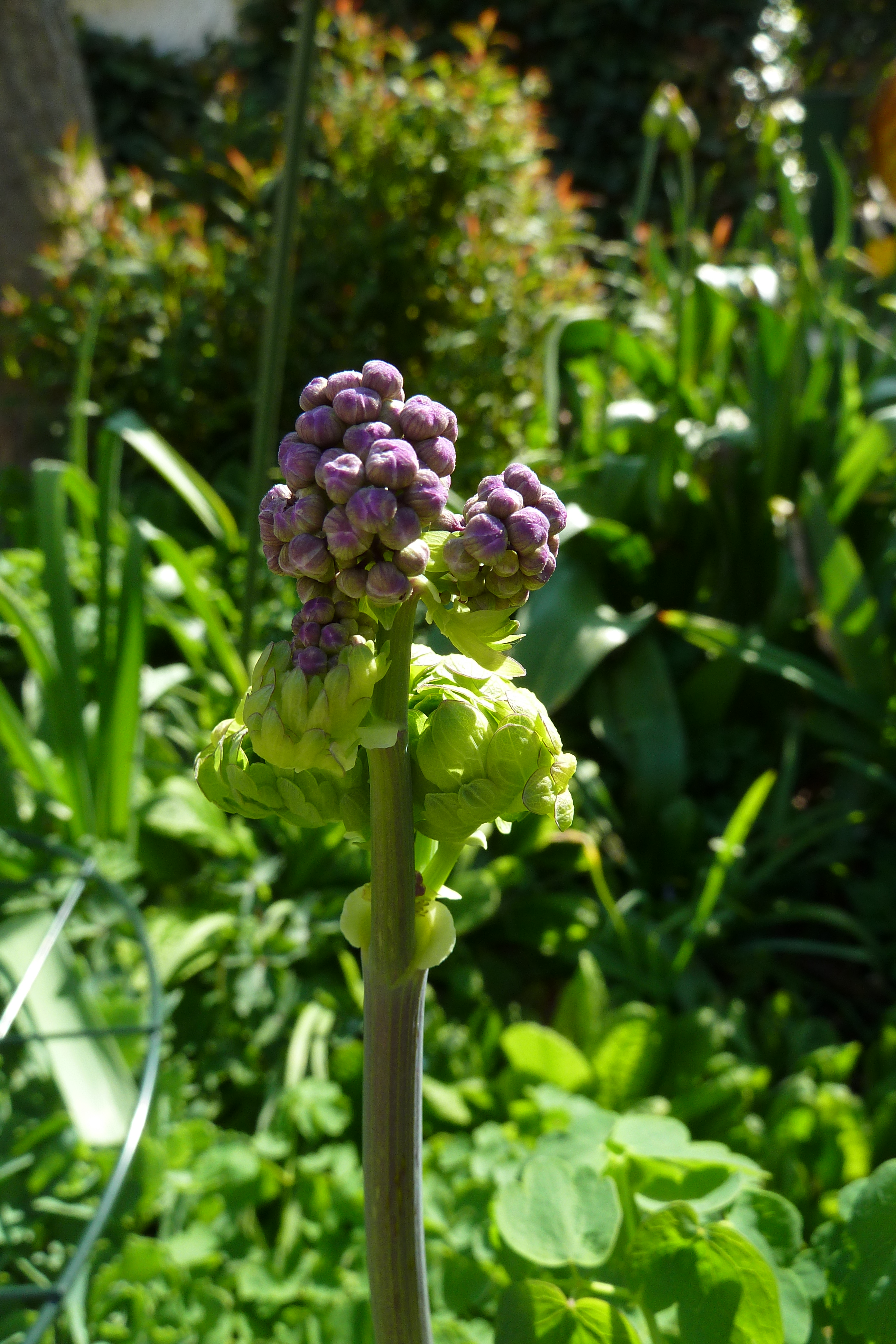
Boutons.
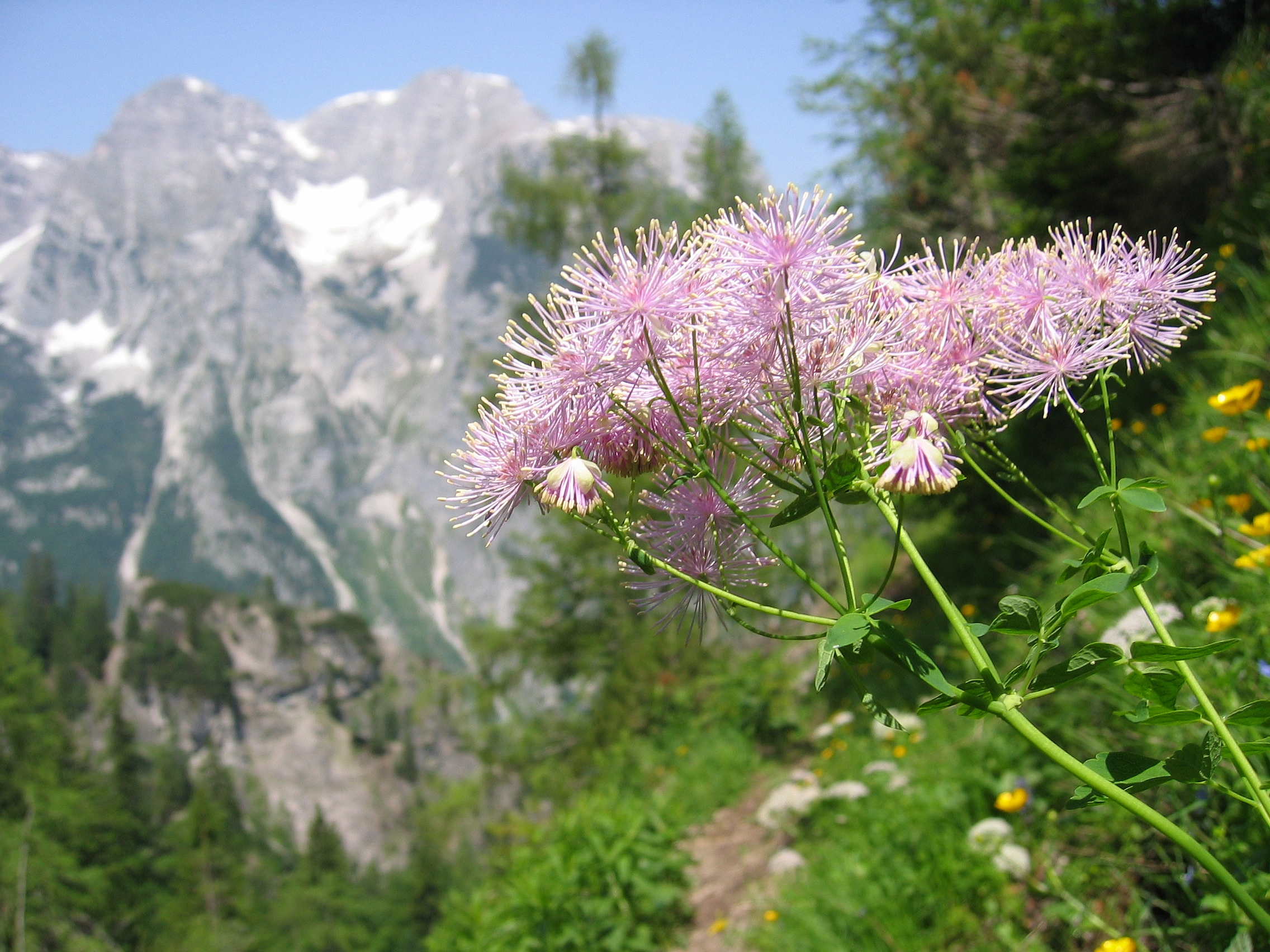
Fleurs.
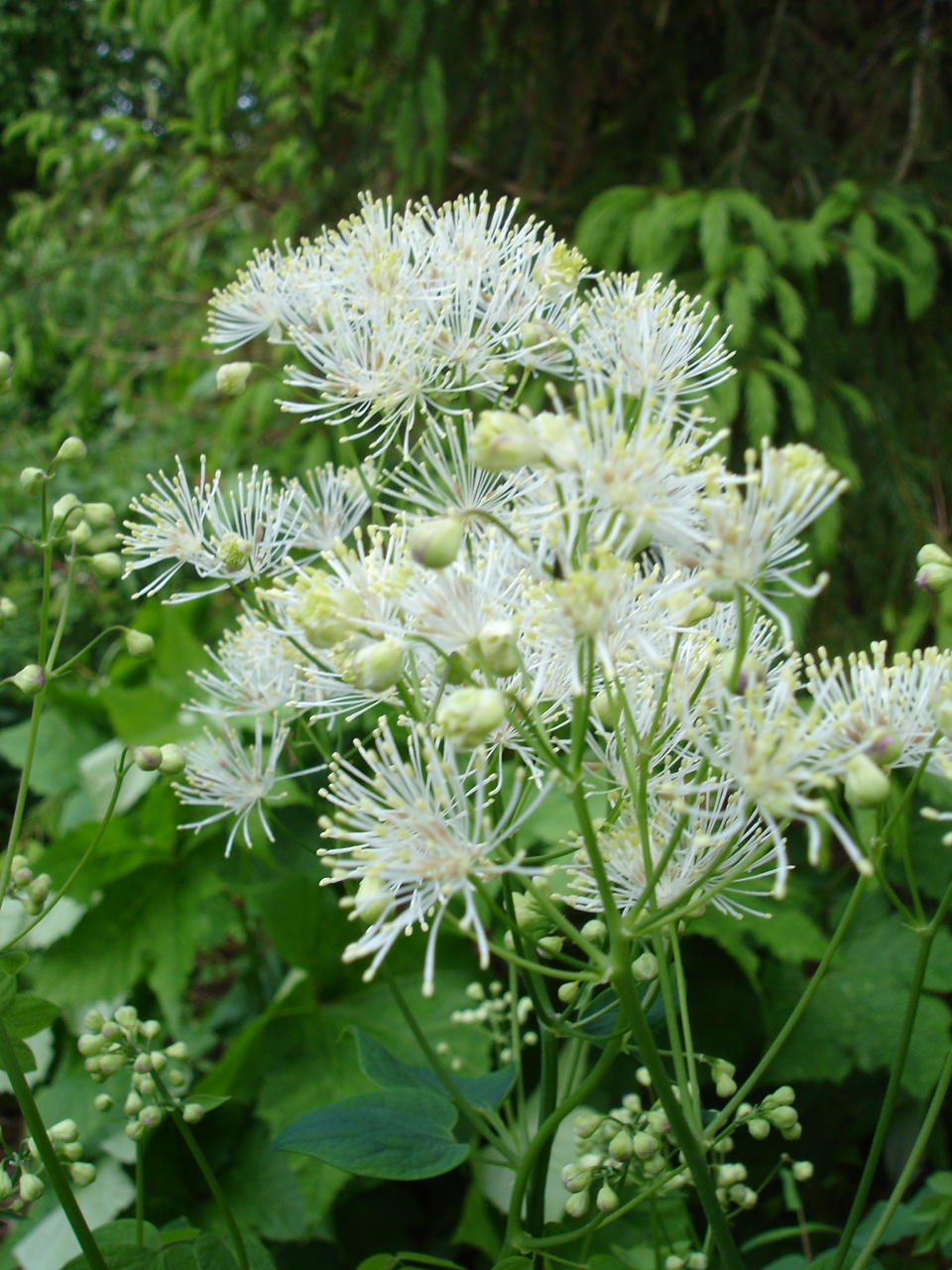
Fleurs.
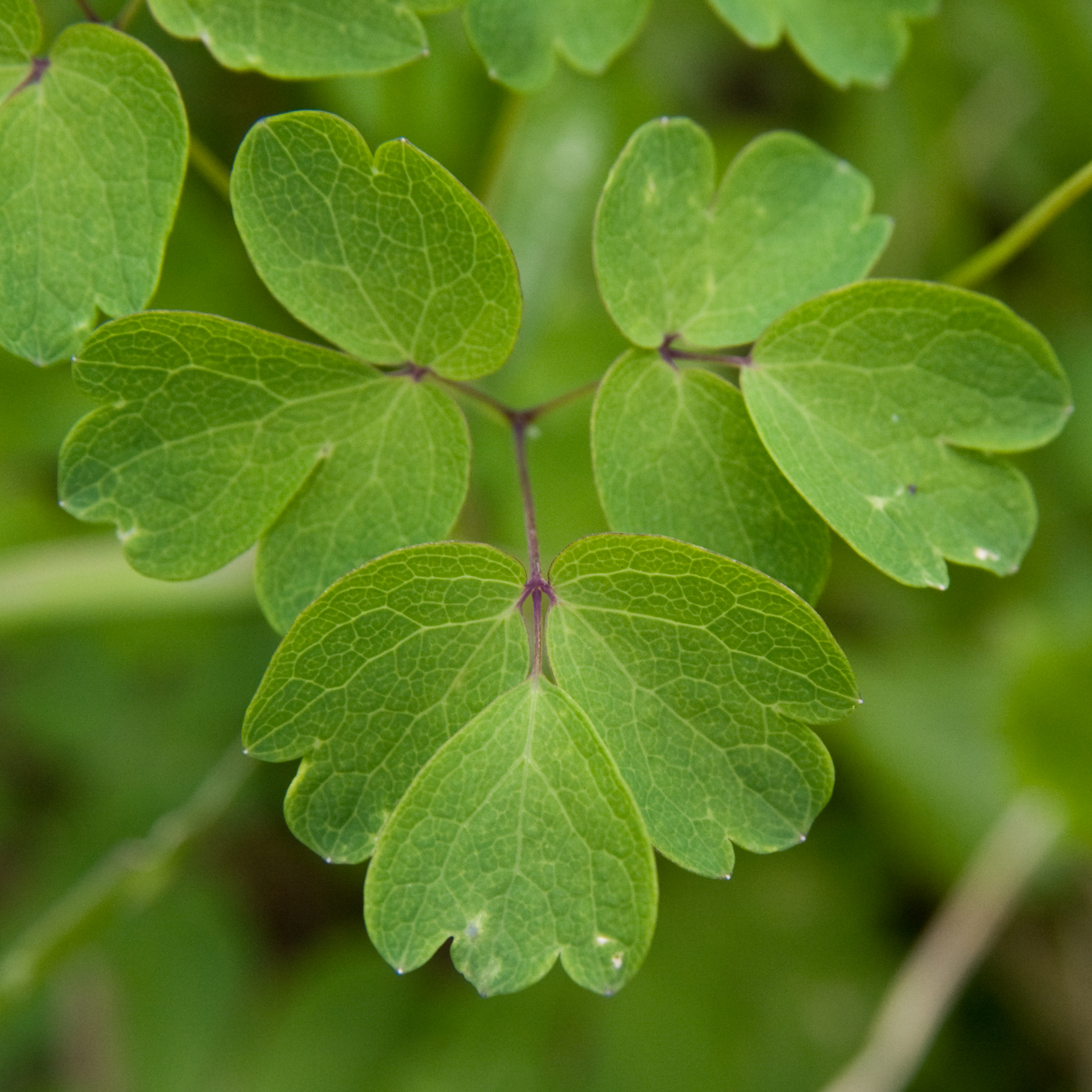
Feuilles.
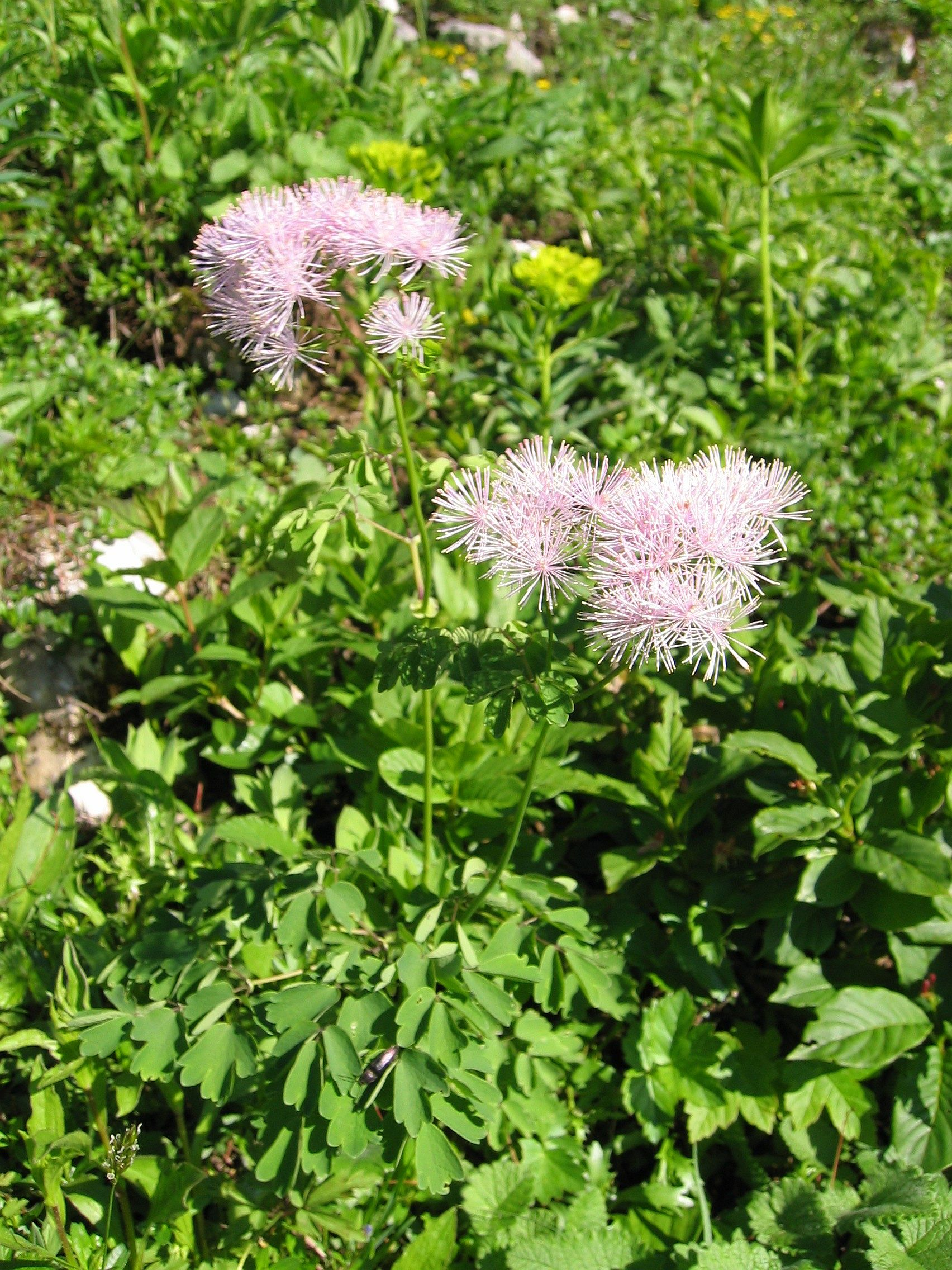
Port général.
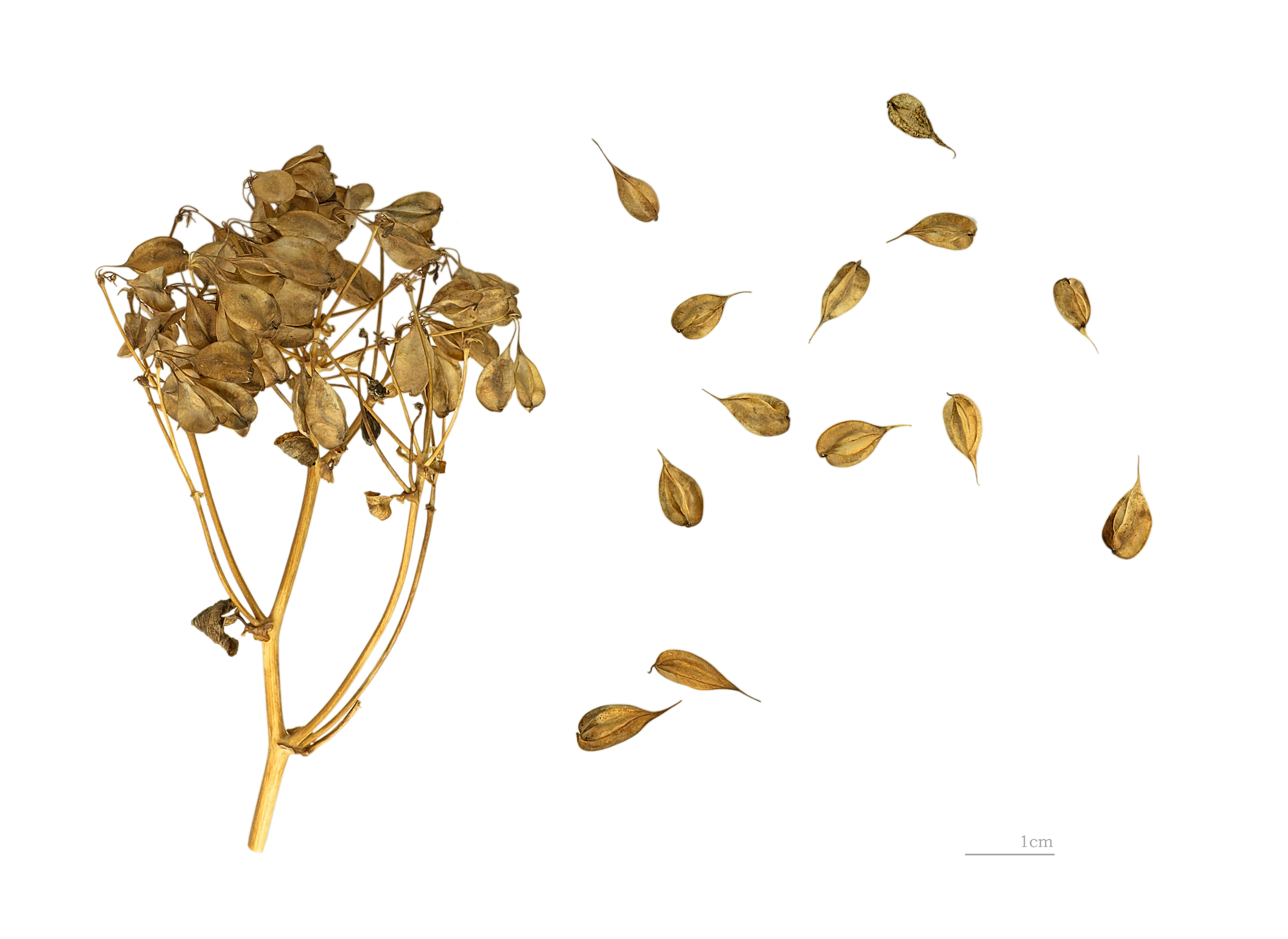
Fruits et graines - MHNT.